# Kleiner Knollen
Der Kleine Knollen im Südwestteil des Harzes ist ein etwa 631 m ü. NHN hoher Südwestausläufer des Großen Knollens nahe Sieber im gemeindefreien Gebiet Harz des Landkreises Göttingen in Niedersachsen (Deutschland).

## Geographische Lage
Der Kleine Knollen liegt im Südharz im Naturpark Harz. Er erhebt sich 5,5 km nordöstlich von Herzberg am Harz, 4,7 km nordöstlich von Scharzfeld, 5 km nordwestlich von Bad Lauterberg im Harz und 4 km südlich des Herzberger Ortsteils Sieber. In nordöstlicher Richtung liegt knapp 1 km entfernt der Große Knollen (687,4 m). Zwischen Kleinem und Großem Knollen entspringt der Oder-Zufluss Bremke.

## Bewaldung
Heute ist der Kleine Knollen in den tieferen Lagen vorwiegend mit Buchen, und in den höheren Lagen mit Fichten bewachsen. Im Jahre 1596 war er vollständig mit Buchen bewachsen, 1630 teilweise auch mit Ahorn.